# Даніло Степович
Даніло Степович (італ. Danilo Stiepovich, 21 вересня 1912, Трієст — 14 січня 1941, Атлантичний океан) — італійський військовик, учасник Другої світової війни, нагороджений Золотою медаллю «За військову доблесть».

## Біографія
Даніло Степович народився 21 вересня 1912 року у Трієсті. Там же закінчив морський технічний інститут (італ. Istituto tecnico nautico) і отримав диплом капітана. У 1933 році був призваний на військову службу. Закінчив курс підготовки офіцерів у Військово-морській академії в Ліворно і у 1934 році отримав звання молодшого лейтенанта.
Протягом 1934—1938 років Даніло Степович ніс службу на борту підводних човнів «Філіппо Коррідоні» та «Маркантоніо Брагадін». Брав участь у місіях італійського флоту під час громадянської війни в Іспанії.
Упродовж 1938—1939 років ніс службу на підводному човні «Глауко», який базувався в Червоному морі.
У 1939 році отримав звання лейтенанта. Після нетривалої служби на борту підводного човна «Команданте Фаа ді Бруно» був переведений на «Команданте Каппелліні», де перебував на момент вступу Італії у Другу світову війну 10 червня 1940 року. У листопаді того ж року «Команданте Каппеліні» під командуванням капітана III рангу Сальваторе Тодаро був перебазований на Атлантичну базу італійського флоту BETASOM в Бордо, де взяв участь в битві за Атлантику.
Під час другого атлантичного походу «Команданте Каппелліні» 14 січня 1941 року поблизу Фрітауна (Сьєрра-Леоне) потопив британський пароплав «Евмей». Проте італійський підводний човен був атакований британським літаком і зазнав серйозних пошкоджень. Під час бою 9 італійських моряків були поранені, а Даніло Степович загинув.
Посмертно нагороджений Золотою медаллю «За військову доблесть».

## Нагороди
- Золота медаль «За військову доблесть»
- Хрест «За військові заслуги»
- Хрест «За військову доблесть»

## Вшанування
На честь Даніло Степовича названа вулиця в Остії та площа в Трієсті.